# Kamelbrücke
Die Kamelbrücke (auch das Kamel) in Eilenburg war eine 36 Meter lange Fußgänger- und Straßenbrücke über die Bahnstrecken Leipzig–Eilenburg und Halle–Cottbus im Westkopf des Bahnhofs Eilenburg. Der offizielle Name des Bauwerks lautete Straßenbrücke des Überführungsweges Eilenburg – Bürgergarten über die Reichsbahn beim Bahnkilometer 48,910 am Bahnhof Eilenburg. Die Brücke, die im Zuge der Sydowstraße das Stadtgebiet mit der Groitzscher Aue und dem Bürgergarten verband, existierte von 1894 bis 1974. Erhalten sind die beiden Widerlager sowie die hinaufführenden Rampen. Die verbliebenen Brückenköpfe mit ihrem Zyklopenmauerwerk sind eingetragenes Kulturdenkmal in der Liste des Landesamtes für Denkmalpflege Sachsen. Da die Brücke einen ebenen Verlauf hatte, muss die Herkunft des Namens als ungeklärt angesehen werden.

## Geschichte
Die Kamelbrücke wurde 1894 als Ersatz für den bisher vorhandenen niveaugleichen Bahnübergang über die nach Halle und Leipzig führenden Eisenbahnstrecken errichtet. Das Bauwerk war ursprünglich in drei Einzelüberbauten gegliedert. 1904 erfolgte die Erweiterung um ein weiteres Brückenfeld (Überbau IV), um Platz für ein weiteres Gleis zu schaffen. Dabei musste das vorhandene südliche Widerlager abgetragen und neu errichtet werden. Den Beschuss Eilenburgs zum Ende des Zweiten Weltkriegs überstand das Kamel als eine der wenigen Brücken in der Stadt unbeschadet.

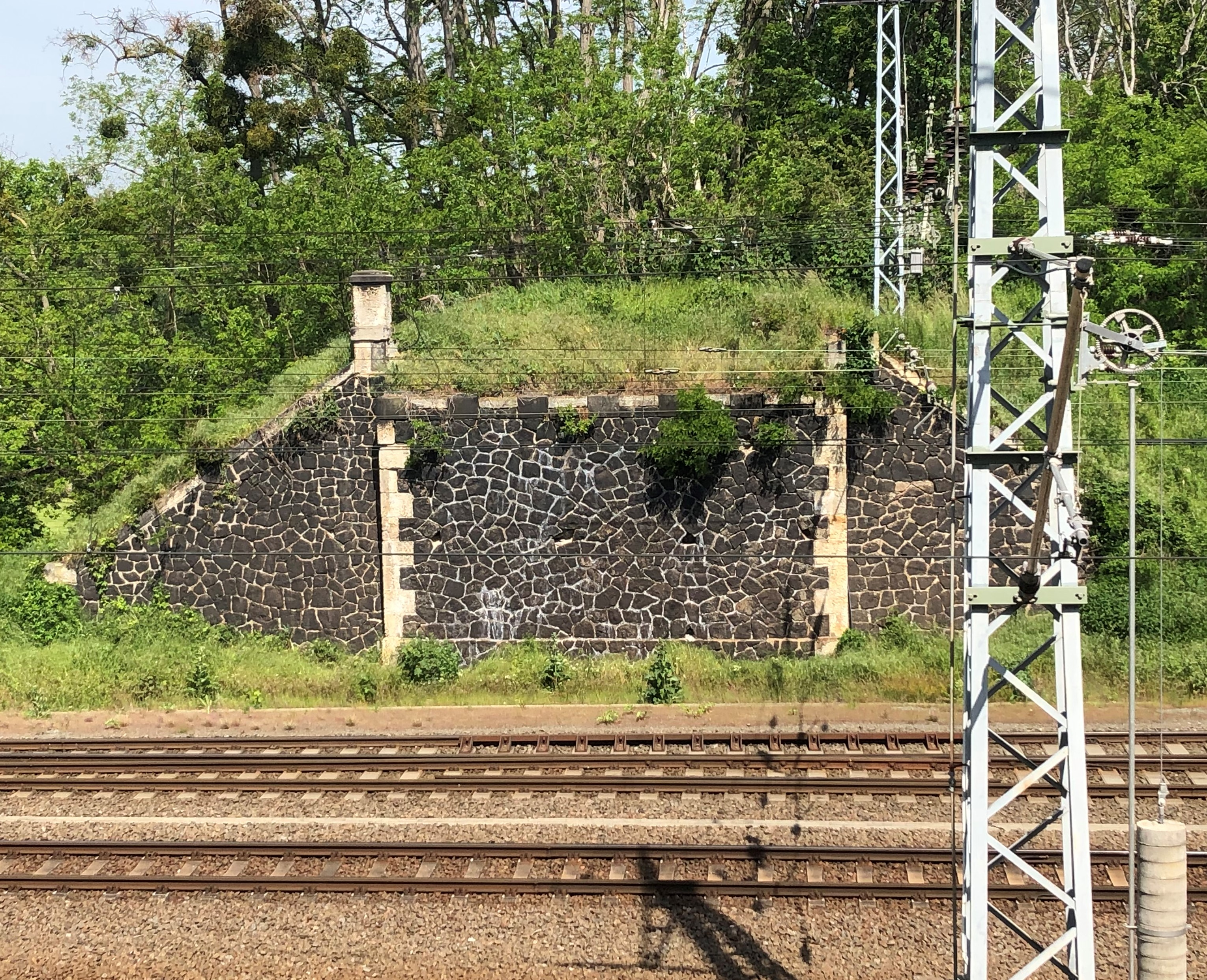
Nördliches Widerlager der Kamelbrücke (2021)

Durch aber wahrscheinlich ausgebliebene Brückenwartung wurden bei den von der Stadt Eilenburg veranlassten Brückenprüfungen 1946 und 1963 schwere Schäden durch Verrostung festgestellt, die die Sicherheit des Straßen- und Eisenbahnverkehrs beeinträchtigen konnten. Dem folgend waren eine Generalreparatur oder ein Ersatzneubau angedacht. Ein in den Jahren 1969 und 1970 projektiertes Bauwerk sollte als freitragende Spannbetonbrücke mit 39 Metern Länge ausgeführt werden. Seitens der Reichsbahn wurde eine Verlegung der Brücke gefordert, um freie Sicht auf den Rangierbetrieb gewährleisten zu können. Letztlich fasste der Rat der Stadt am 4. Oktober 1973 den Beschluss, die Sydowstraße unter die vorhandene Mühlgrabenbrücke Richtung Groitzscher Aue zu verschwenken. Eigens dafür wurde der Mühlgraben so reguliert, dass nur noch der westliche der beiden Brückendurchlässe durchflossen wird. Der östliche Durchlass ist seither der Sydowstraße vorbehalten. Gleichzeitig wurde der Hochwasserschutzdamm an den Mittelpfeiler verlegt. Die Eröffnung der neuen Straße erfolgte zum 30. August 1974. Der Rückbau der Kamelbrücke wurde im selben Jahr durchgeführt.
Erhalten geblieben sind die in Zyklopenmauerwerk aus Granit und einer Sandsteineckquaderung ausgeführten Widerlager, das Fundament einer der mittleren Stützen sowie die Rampen. Die stadtseitige Rampe ist gesperrt und gegen Betreten gesichert, die landwärtige Rampe mit ihren Zufahrten von West (Groitzscher Aue) und Ost (Bürgergarten) ist weiterhin befahrbar als Zuwegung zu den dortigen Bahn-Liegenschaften.

## Konstruktion

Bauzeichnung der ersten Brücke von 1894 mit Längsschnitt

Querschnitt der ersten Brücke

Die 1894 errichtete Kamelbrücke war 29 Meter lang. Sie bestand aus drei Einzelüberbauten mit einer Länge von jeweils 9,667 Metern. 1904 wurde sie von Reuter und Straube aus Halle (Saale) um 7 Meter nach Süden erweitert, wozu das südliche Widerlager abgetragen und neu errichtet wurde.
Die seit 1904 bestehende 36 Meter lange Deckbrücke lag auf insgesamt fünf Stützen, wobei die mittleren Stützen als Stützrahmen ausgeführt waren. Die tragende Konstruktion lag 5 Meter über der Schienenoberkante. Als Hauptträger dienten zwei 600 Millimeter hohe genietete Blechträger als Randlängsträger, dazwischen lagen vier Zwischenlängsträger von 420 Millimetern Höhe. Auf den zwischen den tragenden Elementen entstehenden Feldern waren Buckelbleche verbaut. Die Bleche hatten an ihrem tiefsten Punkt eine Auslauföffnung zur Entwässerung.
Die Brücke war etwa acht Meter breit, wovon 5,5 Meter auf die Fahrbahn, 2 Meter auf den östlichen (zum Bahnhof hin gelegenen) Fußweg und 0,5 Meter auf den westlichen Fußweg entfielen. Sie war für eine Belastung bis 5 Tonnen ausgelegt, eine Geschwindigkeitsbegrenzung gab es nicht. Die Fahrbahn war in Großpflaster ausgeführt, mit einer Seitenneigung von 2,7°, eine Längsneigung gab es nicht. Die Fußwege waren in Ortbeton gegossen. Beiderseits gab es ein 1,2 Meter hohes Geländer aus 25 Millimeter starken Quadratstahlpfosten mit profiliertem Handlauf, längs liegenden Holmen aus Hespeneisen und diagonalen Flacheisen als Füllstäbe.